# 빌게 카간
빌게 카간(Bilge Qaghan, 고대 튀르크어 𐰋𐰃𐰠𐰏𐰀:𐰴𐰍𐰣, 터키어 Bilgä Qaγan, 중국어: 毗伽可汗, 병음: píjiā kěhàn; 683~734.11.25.)은 돌궐 제2제국(Second Turkic Khaganate) 혹은 후돌궐(後突厥)의 제4대 카간(khagan, qaghan)이다. 오르콘 비문(Orkhon inscription)에는 그의 업적이 적혀 있다.

## 이름
당시 관습대로 그의 개인 이름과 카간 앞에 붙는 칭호는
다르다. 중국 문헌에는 '아사나묵극련(阿史那默棘連)'으로 기록되어 있다. 카간 칭호로는 '빌게 카간(Bilgä Qaγan)'이라 하며, 고대 튀르크어로는 𐰋𐰃𐰠𐰏𐰀 𐰴𐰍𐰣, 중국문헌에는 비가가한(毗伽可汗)이라 음차되어 있다.

## 어린 시절
아사나묵극련은 683년에 태어났다. 당시는 제국의 초기에 해당했다. 어려서부터 아버지를 따라 원정에 참여했다. 697년 카파간 카간(Qapaghan Qaghan)은 그에게 타르두쉬 샤드(Tardush shad) 작위를 하사하고 제국 서부의 지휘권을 주었다. 701년, 그는 형제와 함께 위원충(魏元忠) 군대를 전멸시켰다. 703년, 그는 바스밀(Basmyl) 부족들을 다시 정복했다. 709년, 그는 예니세이 키르기즈(Yenisei Kyrgyz) 군대를 항복시켰다. 710년, 키르기즈가 불복하자 그는 이들을 재정복하고 카간을 죽였다. 볼추 전투(Battle of Bolchu)에서는 튀르게쉬(Türgesh) 카간 사갈(娑葛, Saqal)을 죽였다.
카파간 카한 통치 후기, 묵극련은 714년부터 네 차례 전투를 벌였고, 여러 부족을 다시 복종시켰으나, 716년 위구르(Uyghur)의 매복에 거의 사망 직전까지 갔다.

## 통치

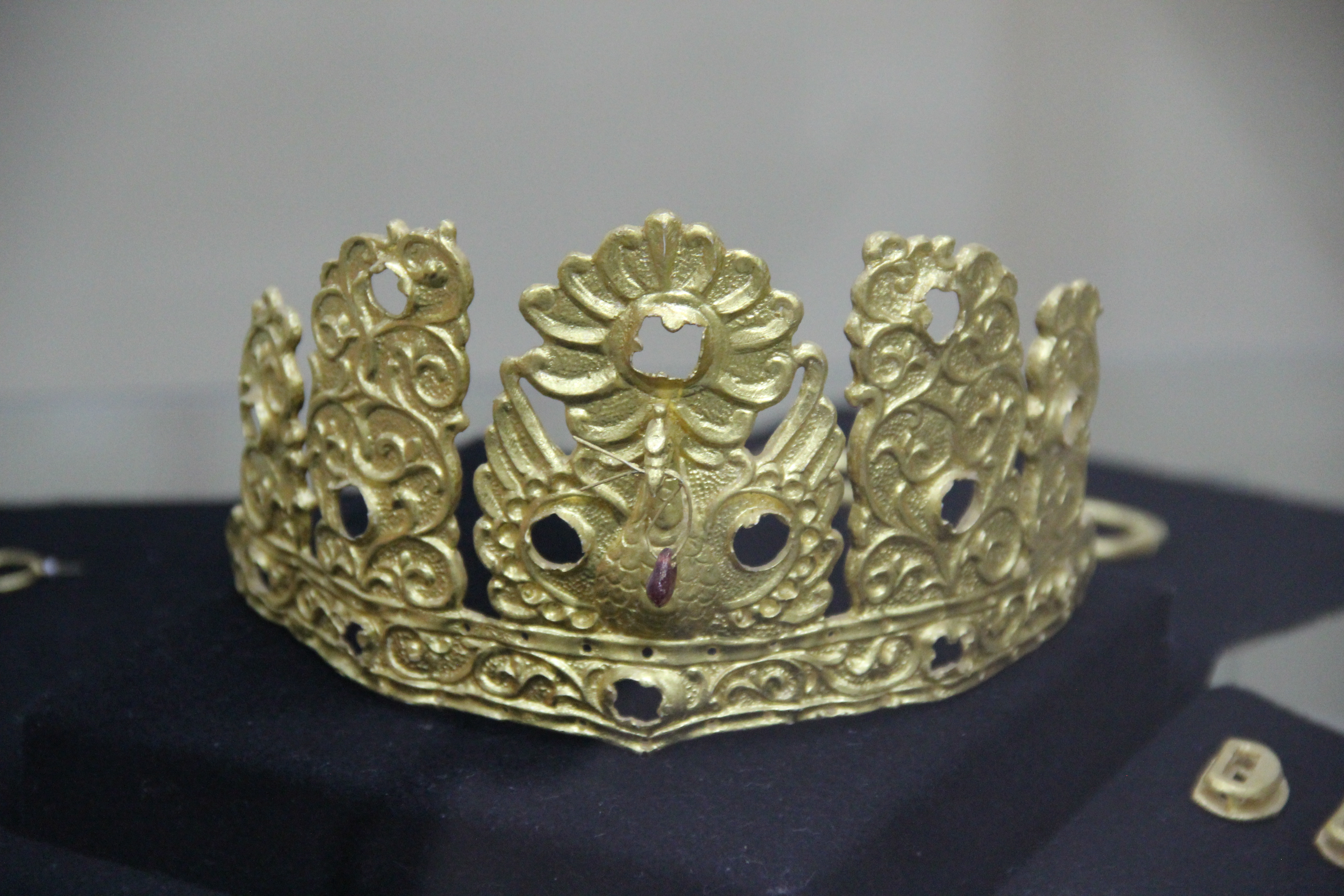
코슈 차이담(Khoshoo Tsaidam)의 매장지에서 발굴된 빌게 카간의 금관

716년, 카파간 카간은 원정 도중 토쿠즈 오구즈(Toquz Oghuz) 동맹에게 죽임을 당했고, 참수된 수급은 장안(長安)으로 보내졌다. 카파간 카간의 아들 이넬 카간(Inel Khagan)이 왕위를 계승했지만, 빌게의 형제 퀼 테긴(Kul Tigin)과 장인 투뉴쿠크(Tonyukuk)는 쿠데타를 일으켰다. 이들은 이넬 카간을 시해하고 묵극련을 옹립하였으니 이가 바로 빌게 카간이다. 빌게 카간은 '현명한 왕'이라는 뜻이다.
빌게 카간은 퀼 테긴을 카간 다음 가는 권력을 쥔 좌현왕(左賢王)에 임명했다. 716년 빌게 카간은 다시 위구르를 항복시켰다. 또한 장인 투뉴쿠크를 Master Strategist로 임명했다.
통치의 개혁과 안정화는 돌궐을 떠난 부족들을 되돌아오게 했다. 당의 재상 왕준(王晙)은 항복한 돌궐인들이 다시 국가를 세울 것을 우려하여 당의 중심부로 돌궐인을 강제 이주시켜야 한다고 주장했다. 그러나 왕준의 제안이 시행되기 전, 항복한 돌궐인들은 협질사태(𨁂跌思泰)와 아실란(阿悉爛)의 주도 하에 반란이 일어났다. 설눌(薛訥)과 왕준은 이들을 저지하고 패배를 안겨주었지만, 결국 이들은 도주하여 돌궐 국가를 세웠다. 이 패배로 설눌은 은퇴해야 했다.

## 종교 정책
한때 그는 불교로 개종하고 도시에 불교를 정착시키려 했다. 그러나 투뉴쿠크는 인구가 적고 중국 공격에 취약해진다는 이유로 이를 반대하였다.  투르크인들은 이동성에 의존하며 살아 왔으나, 개종으로 인하여 평화주의가 정착할 수 있다는 이유에서였다. 따라거 텡그리즘(Tengrism)에 의존하는 것이 생존에 유리했던 것이다.

## 통치 후기

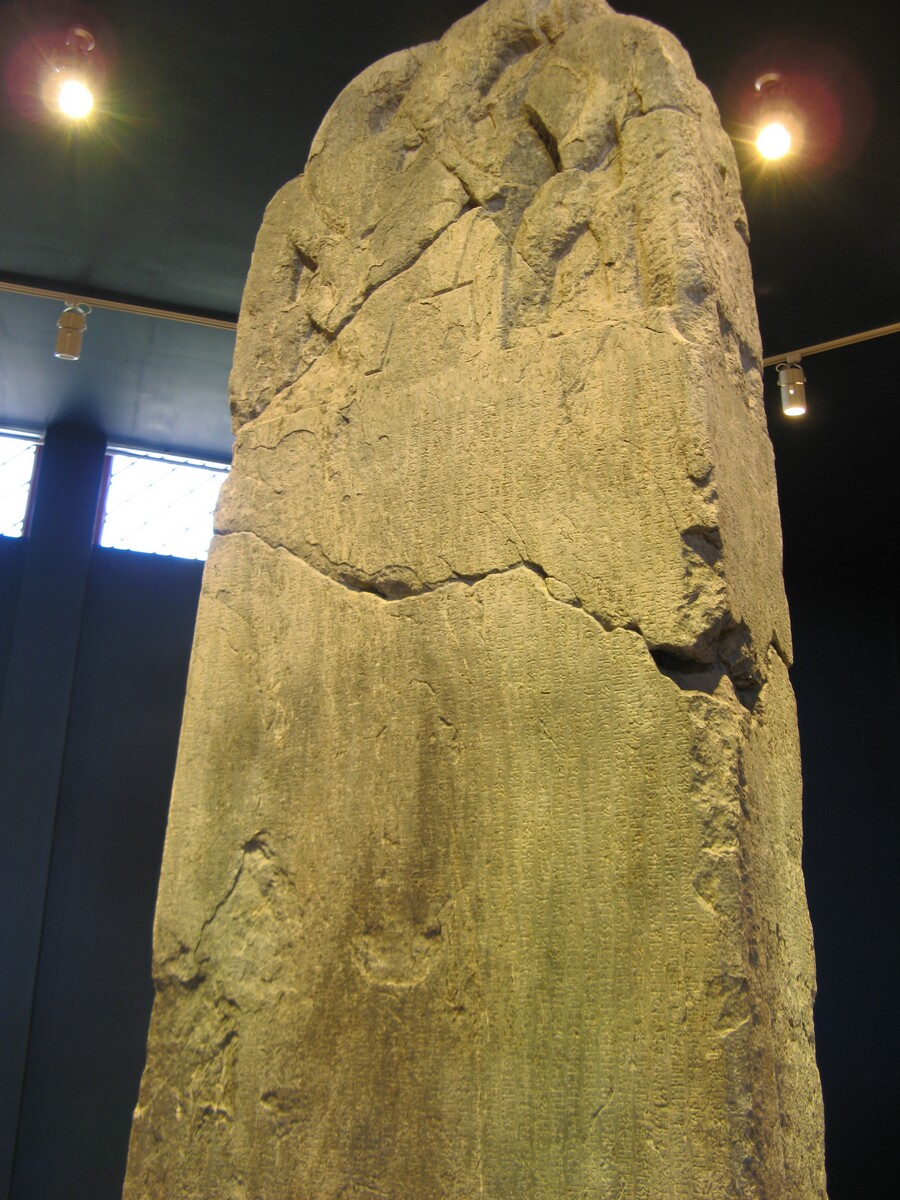
몽골 빌게 카간 기념비

720년, 왕준은 복고(僕固)와 협질 부족이 동돌궐로 이탈한 후 동돌궐 군대와 함께 당을 공격할 것이라고 보았다. 왕준은 연회를 열고 추장들을 초대한 후에 연회자리에서 이들을 몰살했다. 이어서 왕준은 복고와 협질을 공격하여 이들을 거의 전멸시켰다. 그리고 바스밀(Basmyl) 즉 파사밀(波斯密), 고막해(庫莫奚), 거란(契丹)과 함께 카간을 죽이는 것을 제안했다.당현종(玄宗) 역시 카파간 카간의 아들 빌게 테긴(Bilgä Tigin)과 모 테긴(Mo Tigin), 예니세이 키르키즈(Yenisei Kyrgyz) 카간 쿠틀룩 빌게 카간(Kutluk Bilgä Qaghan)과 훠바 구이런(Huoba Guiren)을 고용하여 돌궐과의 전투에  투입했다. 721년 가을, 투뉴쿠크는 기민하게 바스밀을 공격하여 완전히 격파했다. 반면 빌게 카간은 감숙(甘肅)을 침공하여 가축을 약탈했다. 이해 거란, 다음해 고막해 역시 격파했다.
726년, 장인이자 재상 투뉴쿠크가 사망했다.
727년, 빌게 카간은 부이룩 초르(Buyruk Chor,  중문명 梅錄啜)를 당현종에게 사신으로 보내어 말 30필을 선물로 주었다. 또한 부이룩 초르는 현종에게 메 악촘(Me Agtsom)이 반당(反唐) 연합을 제안했다고 알렸다. 727년, 토번(吐蕃) 장군 웨 타드라 콩로(We Tadra Khonglo)가 당을 침공하여 과주(瓜州), 상락(常樂), 장문군(長門軍), 안서(安西)를 약탈함으로써 이러한 제안은 사실임이 입증되었다.
731년 2월 27일, 퀼 테긴이 사망하자 카간은 애도하며 성대한 국장을 지시하였다.
733년, 반란을 일으킨 거란 부락을 진압하였다.

## 사망
당으로의 사신을 파견하려 화친을 맺으려 한 직후, 빌게 카간은 부이룩 초르에게 독살되었다. 다행히 빌게 카간은 곧바로 죽지 않았기에 부이룩 초르 집안을 처형할 시간이 있었다. 결국 734년 11월 25일 사망했고, 735년 6월 22일 장례가 치러졌다.

## 가족
빌게 카간은 투뉴쿠크의 딸 엘 에트미쉬 빌게 카툰(El Etmish Bilge Khatun)과 결혼했다. 이들 사이에는 몇몇 아이가 있다.
- 욜릭 카간(Yollıg Khagan) 혹은 아스나 이란(Ashina Yiran, 阿史那伊然)
- 텡그리 카간(Tengri Qaghan) 아사나골돌Ashina Kutluk, 阿史那骨咄)
- 쿠툴룩 야브구 카간(Kutluk Yabgu Khagan) 하에서 괴뢰 카간이 된 2명의 무명의 아들
- A daughter who was married to 술룩(Suluk)에게 시집 간 딸 한 명
- 포 벡(Po Beg) : 744년 이후 당에 항복

## 유산
그의 사망 이후, 오르콘강(Orkhon River) 옆 오르콘계곡(Orkhon Valley)에 일부 비석이 세워졌디. 여러 오르콘 비문은 현존하는 최고(最古)  고대 튀르크어로 작성된 비문이다.

## 빌게 카간이 등장한 작품
- 《대조영》 (KBS, 2006년~2007년, 배우: 김종국)

## 같이 보기
- 돌궐 제2제국
- 빌게 카간의 은사슴
- 후돌궐

## 참조문헌
1. 1 2 3  “Bilge kagan's Memorial Complex, TÜRIK BITIG”.
2. ↑  Ahmet., Taşağil (1995). 《Gök-Türkler》. Atatürk Kültür, Dil, ve Tarih Yüksek Kurumu (Turkey). Ankara: Türk Tarih Kurumu Basımevi. ISBN 975161113X. OCLC 33892575.
3. 1 2 3 4 5  Old Book of Tang, Vol. 194-I
4. ↑  Wenxian Tongkao, 2693a
5. ↑  New Book of Tang, vol 215-II
6. ↑  “Kultegin's Memorial Complex”. 《bitig.org》. 2018년 6월 24일에 원본 문서에서 보존된 문서. 2018년 7월 29일에 확인함.
7. ↑  “Erkin Ekrem, "Sarı Uygurların Kökeni", Modern Türklük Araştırma Dergisi, Vol. 4, No. 3, 2007, p. 175.” (PDF).

## 소스
- Encyclopædia Britannica, Micropaedia, Vol. II, pp. 16–17